# Peter Proksch
Peter Proksch (* 4. Februar 1935 in Wien; † 9. Dezember 2012 in Wolkersdorf im Weinviertel) war ein österreichischer Maler und Grafiker.

## Leben
Er war das erste von vier Kindern. Der Vater Alfred Proksch war Grafiker, die Mutter Mannequin. Der Vater konnte in den Kriegsjahren nur selten bei der Familie sein. Der Krieg brachte es auch mit sich, dass die Familie Wien verließ und bis zum Kriegsende auf dem Lande lebte. 1945 wieder in Wien besuchte er hier das Realgymnasium. 1950 studierte an der Graphischen Lehr- und Versuchsanstalt in Wien Gebrauchsgraphik und erhielt 1955 sein Meisterdiplom. Anschließend war er an der Akademie der bildenden Künste in Wien, Schüler in der Meisterklasse von Robin Christian Andersen, wechselte aber bald in die Meisterklasse von Sergius Pauser, wo er die Maltechnik der alten Meister, die klassische Mischtechnik, erlernte. Er schloss dann noch ein Jahr bei Christian Ludwig Martin (Künstlerische Drucktechniken) an, um die Kunst des Radierens zu erlernen und beschloss 1962 sein Studium. Im gleichen Jahr stellte er erstmals einige Radierungen aus.
1963 erfolgte die erste Personalausstellung in Wien. Diese war zwar kein großer Erfolg, doch ergaben sich Kontakte zu Galerien, Kunsthändlern, Sammlern und in der Folge Ausstellungsmöglichkeiten in aller Welt. Heute zählt man Peter Proksch zu den Vertretern der Wiener Phantastischen Malerei. Er beschickte Ausstellungen in Paris, Rom, Turin, München, Köln, Düsseldorf, Basel, Vaduz, Tokio, New York, Tel Aviv, Caracas und nicht zuletzt in Wien. Seine Bilder befinden sich in zahlreichen öffentlichen und privaten Sammlungen.
1965 heiratete er die Übersetzerin Heide Kahlig, die kurz darauf ihren kaufmännischen Beruf aufgab um künstlerische Textiltechniken an der Akademie für Angewandte Kunst in Wien zu erlernen. Im Jahr 1984 wurde der gemeinsame Sohn Lucas geboren. Peter Proksch lebte und arbeitete in Münichsthal bei Wolkersdorf, wo er am 9. Dezember 2012 einem Herzinfarkt erlag.
Proksch war ab 1971 Mitglied der Loge Pilgram der Unabhängigen Freimaurerloge Wien UFML und wechselte 1973 in die Freimaurerloge Gleichheit; 1981 war er Gründungsmitglied der Loge Logos.

## Ehrungen
Im Jahr 2010 wurde Peter Proksch das Goldene Verdienstzeichen des Landes Wien verliehen. Darüber hinaus wurde er mit der Goldenen Fügermedaille der Akademie der bildenden Künste Wien und der Medaille de bronce en section peinture der Société des Artistes Français ausgezeichnet.

## Technik
Peter Proksch benutzte verschiedene Maltechniken, wie Aquarell, Tempera oder Acryl. Seine Tafelbilder aber malte er meist in der Technik der alten Meister. Es ist dies eine vielschichtige Lasurtechnik, bei der die noch nassen Öllasuren mit weißer Eitempera gehöht werden. Diese Methode erfordert viel Zeit und Arbeit, aber mit keiner anderen Technik kann eine solche Leuchtkraft der Farben und Präzision der Details erreicht werden.

## Ausstellungen (Auswahl)
- 1962 Galerie Silberne Rose, Wien
- 1963 VII Biennale von São Paulo
- 1964 Wiener Künstlerhaus, Wien
- 1969 Touring Exhibition
  - Vienna School of Fantastic Realism
  - San Francisco, Austin, Fort Worth,
  - Hollywood, Louisville, Madison, Nashville
  - Indianapolis, Tampa, Washington, New York
  - Philadelphia, Boston, Detroit, Chicago
- 1970 Braith-Mali-Museum, Biberach
- 1971 Art 2’71, Basel
- 1971 Museum für angewandte Kunst, Wien
- 1976 David Findlay Galleries, New York
- 1980 Künstlerhaus, Wien
- 1981 Landesgalerie, Klagenfurt
- 1982 Secession, Wien
- 1983 Oberhausmuseum, Passau
- 1984 Art Cologne, Köln
- 1985 Wilhelm Hack Museum, Ludwigshafen
- 1988 Städtisches Museum Simeonstift, Trier
- 1988 Nürnberger Künstlerhaus, Nürnberg
- 1989 Art Cologne, Köln
- 1995 Palais Dorotheum, Wien
- 1995 Dom Galerie, Wiener Neustadt
- 1996 Galerie Corso, Wien
- 2003 Gloria Galerie, Wien
- 2003 Egon-Schiele-Museum, Tulln
- 2007 Musèe d’Art Fantastique, Brüssel
- 2009 Fundación Eberhard Schlotter, Altea